# Daniela Jordanova
Daniela Jordanova (bolgarsko Даниела Йорданова), bolgarska atletinja, * 8. marec 1976, Slivnica, Bolgarija.
Nastopila je na poletnih olimpijskih igrah v letih 2000 in 2004, dosegla je peto mesto v teku na 1500 m in deseto v teku na 5000 m. Na svetovnih prvenstvih je v teku na 1500 m osvojila bronasto medaljo leta 2007, kot tudi na svetovnih dvoranskih prvenstvih leta 2008 in na evropskih prvenstvih leta 2006. Leta 2008 je prejela dvoletno prepoved nastopanja zaradi dopinga. 